# Sint-Michaëlkathedraal (Toronto)
De Sint-Michaëlkathedraal (Engels: St. Michael's Cathedral) is de kathedraal van het rooms-katholieke aartsbisdom Toronto, Canada en een van de oudste kerkgebouwen in de stad. De kerk is gelegen aan de Church Street in Toronto's Garden District. De Michaëlkerk werd ontworpen door de architect William Thomas, die eveneens acht andere kerken in de stad ontwierp, en werd voornamelijk gefinancierd door Ierse immigranten die in het gebied woonden. De kathedraal heeft plaats voor 1.600 gelovigen.

## Geschiedenis

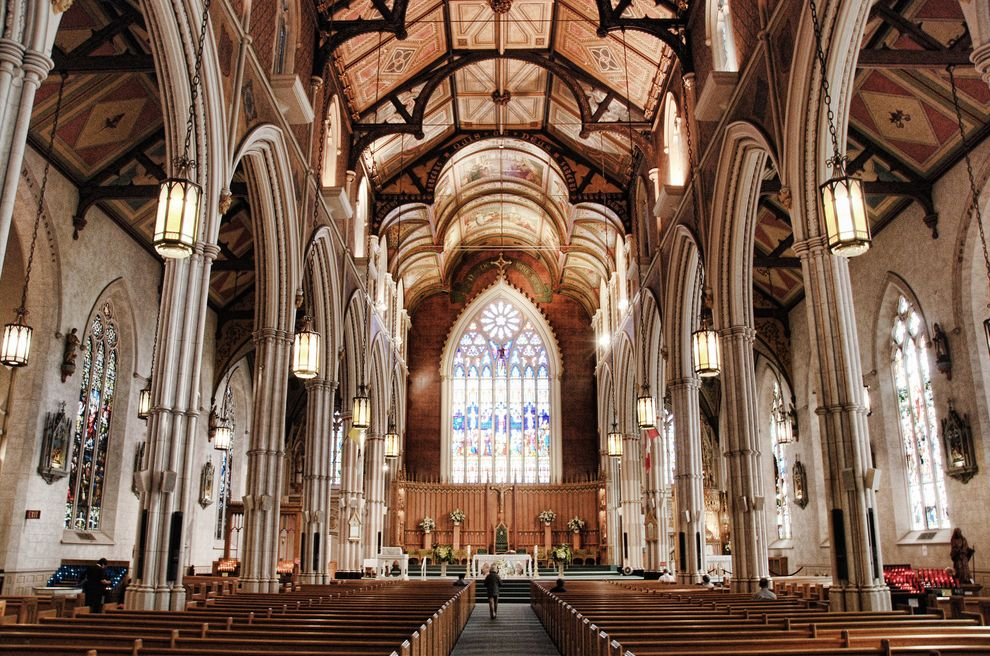
Het interieur van de kathedraal

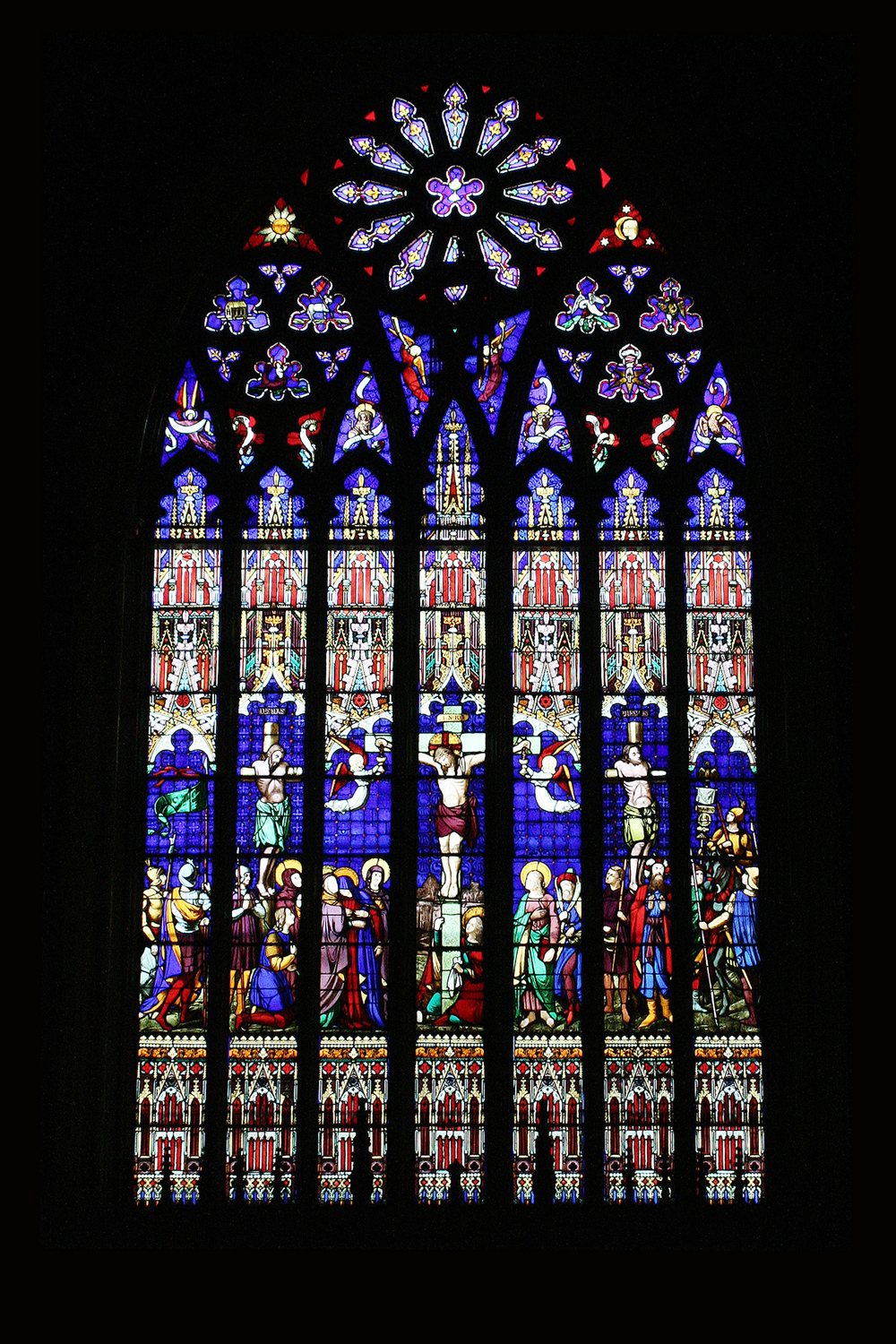
Gebrandschilderd venster in de kathedraal

De bouw aan de Michaëlkerk begon op 7 april 1845 samen het bisschoppelijk paleis, een drie verdiepingen tellend gebouw naast de neogotische kerk. Beide gebouwen werden ontworpen door William Thomas (1799-1860). Bisschop Michael Power legde de eerste steen voor zijn kathedraal van het vier jaar oude bisdom. In de hoeksteen van de Michaëlkerk werden fragmenten van een stenen pilaar en stukjes van het eiken dak van de middeleeuwse gotische kathedraal van York gelegd. Van 1793 tot 1834 droeg Toronto de naam York en de Michaëlkerk vormt een 19e-eeuwse interpretatie van York's middeleeuwse kathedraal. Op 29 september 1848 vond de plechtige consecratie van de kathedraal plaats; de wijding aan de aartsengel Michaël vond op 29 augustus 1848 plaats. De klokkentoren van 79 meter hoog werd voltooid in 1866.
In 1842 omvatte het bisdom Toronto ongeveer 25.000 katholieken die werden bediend door 19 priesters. De stad zelf had een bevolking van circa 13.000 inwoners, waarvan 3.000 katholiek waren. In januari 1847 vertrok bisschop Power naar Europa om priesters voor het snel groeiende bisdom te rekruteren en fondsen te verzamelen voor de bouw van de nieuwe kathedraal. Aangekomen in Ierland werd hij geconfronteerd met het ontzaglijke leed van de bewoners tijdens de hongersnood van 1845-1850. Nog voor zijn terugkeer liet de bisschop in alle katholieke kerken van het bisdom een herderlijk schrijven voorlezen, waarin de congregaties werden voorbereid op de komst van Ierse slachtoffers van de hongersnood. Tussen mei en oktober 1847 arriveerden meer dan 38.000 emigranten in Toronto. De bisschop bediende de zieken en stervenden, onder wie velen aan tyfus leden, maar raakte zelf ook besmet en stierf op 1 oktober 1847. Tijdens het episcopaat van Power verdubbelde het aantal katholieken in het bisdom en de bisschop werd bijgezet in de crypte van de nog niet geheel voltooide kathedraal..
Het Tweede Vaticaans Concilie (1962-1965) had ingrijpende gevolgen voor het interieur van rooms-katholieke kerken. Als gevolg van de nieuwe richtlijnen van het Vaticaan werd van bijna elke kerk in het bisdom het interieur vernieuwd. De Michaëlkathedraal vormde daarop geen uitzondering.
In 1984 bracht paus Johannes Paulus II een bezoek aan de belangrijkste kerk van het grootste Engelstalige rooms-katholieke bisdom van Canada.